# Адміністративний поділ Сейшельських Островів

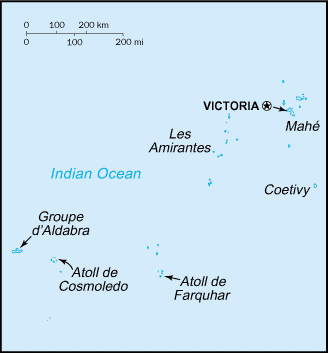
Адміністративний поділ Сейшельських Островів

Республіка Сейшельські Острови в адміністративному відношенні поділяється на двадцять п'ять округів (англ. district), всі вони знаходяться на Сейшельських островах, які також мають назву «Внутрішні острови» або «гранітними островами». «Зовнішні острови» (Коралові острови, сейш. Zil Elwannyen Sesel) не розділені на округи, будучи таким чином невключеною територією. Округи розподілені таким чином:
- 8 округів включає Велика Вікторія — столична область на острові Мае (позначені червоними цифрами на мапі Мае);
- 14 округів знаходяться в сільській частині острова Мае;
- 2 округи на острові Праслен;
- 1 округ на острові Ла-Діг (включаючи малі острови навколо нього).

Між 1991 і 1993 роками 23 округи керувались місцевими урядами, члени яких обиралися населенням. З 1993 року округи керуються керуючими, яких призначає центральний уряд. У 1998 році були створені два нових округи — Рош-Кайман та Ле-Мамель — здебільшого на осушених землях з деякими частинами, які передали з округа Плезанс.. Тоді ж округ Анс-Луї (Anse Louis) був перейменований в О-Кап.

## Таблиця округів

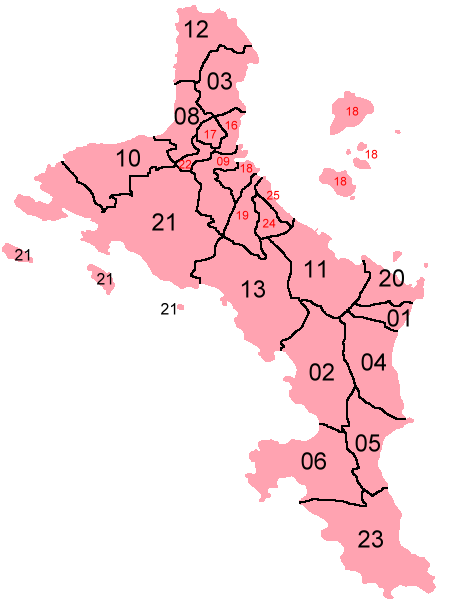
Округи на острові Мае,
червоні номери — Велика Вікторія

Острів Праслен, розділений на два округи (№07 і 14)

| № 1)  | Округ                           | Оригін. назва                       | Адм. центр         | Оригін. назва        | Площа, км² | Населення, оцінка 2009, чол. | Щільність, чол./км² | Регіон                         |
| ----- | ------------------------------- | ----------------------------------- | ------------------ | -------------------- | ---------- | ---------------------------- | ------------------- | ------------------------------ |
| 09    | Бель-Ер                         | Bel Air                             | Бель-Ер            | Bel Air              | 4,7        | 2 947                        | 627,02              | Велика Вікторія                |
| 16    | Ла-Рівьєр-Англез (Інгліш-Рівер) | La Rivière Anglaise (English River) | Ла-Рівьєр-Англез   | English River        | 1,7        | 4 157                        | 2445,29             | Велика Вікторія                |
| 17    | Мон-Бакстон                     | Mont Buxton                         | Мон-Бакстон        | Mont Buxton          | 1,2        | 3 102                        | 2585,00             | Велика Вікторія                |
| 18    | Мон-Фльорі                      | Mont Fleuri                         | Мон-Фльорі         | Mont Fleuri          | 6,1        | 3 877                        | 635,57              | Велика Вікторія                |
| 19    | Плезанс                         | Plaisance                           | Плезанс            | Plaisance            | 3,4        | 3 607                        | 1060,88             | Велика Вікторія                |
| 22    | Сен-Луї                         | Saint Louis                         | Сен-Луї            | Saint Louis          | 1,1        | 3 359                        | 3053,64             | Велика Вікторія                |
| 24    | Ле-Мамель                       | Les Mamelles                        | Ле-Мамелль         | Les Mamelles         | 1,8        | 2 480                        | 1377,78             | Велика Вікторія                |
| 25    | Рош-Кайман                      | Roche Caïman                        | Рош-Кайман         | Roche Caïman         | 1,2        | 2 828                        | 2356,67             | Велика Вікторія                |
| 01    | Анс-о-Пен                       | Anse aux Pins                       | Анс-о-Пен          | Anse Aux Pins        | 2,2        | 3 590                        | 1631,82             | східний Мае                    |
| 04    | О-Кап                           | Au Cap                              | Ла-Плен-Сент-Андре | La Plaine St. André? | 8,7        | 3 659                        | 420,57              | східний Мае                    |
| 11    | Каскад                          | Cascade                             |                    |                      | 10,4       | 3 996                        | 384,23              | східний Мае                    |
| 20    | Пуант-Ла-Рю                     | Pointe La Rue                       | Пуант-Ла-Рю        | Pointe La Rue        | 3,9        | 3 172                        | 813,33              | східний Мае                    |
| 02    | Анс-Буало                       | Anse Boileau                        | Анс-Буало          | Anse Boileau         | 12,0       | 4 089                        | 340,75              | західний Мае                   |
| 10    | Бель-Омбр                       | Bel Ombre                           | Бель-Омбр          | Bel Ombre            | 9,2        | 3 538                        | 384,57              | західний Мае                   |
| 13    | Гранд-Анс (Мае)                 | Grand’Anse                          | Гранд-Анс          | Grand’Anse           | 15,4       | 277                          | 17,99               | західний Мае                   |
| 21    | Порт-Глод                       | Port Glaud                          | Порт-Гло           | Port Glaud           | 26,7       | 2 325                        | 87,08               | західний Мае                   |
| 03    | Анс-Етуаль                      | Anse Etoile                         | Анс-Етуаль         | Anse Etoile          | 5,8        | 4 905                        | 845,69              | північний Мае                  |
| 08    | Бо-Валлон                       | Beau Vallon                         | Бо-Валлон          | Beau Vallon          | 4,3        | 4 049                        | 941,63              | північний Мае                  |
| 12    | Гласі                           | Glacis                              |                    |                      | 7,0        | 4 064                        | 580,57              | північний Мае                  |
| 05    | Анс-Руаяль                      | Anse Royale                         | Анс-Руаяль         | Anse Royale          | 6,6        | 3 732                        | 565,45              | південний Мае                  |
| 06    | Бе-Лазар                        | Baie Lazare                         | Бе-Лазар           | Baie Lazare          | 12,1       | 3 154                        | 260,66              | південний Мае                  |
| 23    | Такамака                        | Takamaka                            | Такамака           | Takamaka             | 14,4       | 2 580                        | 179,17              | південний Мае                  |
| 07    | Бе-Сент-Анн                     | Baie Sainte Anne                    | Анс-Вольбер        | Anse Volbert         | 25,1       | 3 154                        | 125,64              | о. Праслен                     |
| 14    | Гранд-Анс (Праслен)             | Grand’Anse Praslin                  | Гранд-Анс          | Grand’Anse           | 14,4       | 3 528                        | 245,00              | о. Праслен                     |
| 15    | Ла-Діг і Внутрішні острови      | La Digue and Inner Islands          | Ла-Пас             | La Passe             | 41,7       | 2 214                        | 53,09               | о. Ла-Діг і навколишні острови |
| 26 2) | Зовнішні острови                | Zil Elwannyen Sesel (Outer Islands) | острів Коетіві     | Coëtivy              | 211,3      | 1 115                        | 5,28                | Зовнішні острови               |
|       | Всього                          |                                     |                    |                      | 455,0      | 87 298                       | 191,86              |                                |

1) Номери відповідають кодам ISO для округів з 01 по 23.

2) Не входять до жодного округу.